# The Member of the Wedding (1997)
The Member of the Wedding (bra Casamento em Família) é um telefilme de drama romântico estadunidense de 1997, dirigido por Fielder Cook.

## Sinopse
Frankie (Anna Paquin) não se dá bem com a maioria das crianças de sua idade, prefere passar seu tempo com Berenice Brown (Alfre Woodard), a governanta de sua casa e seu primo mais novo John Henry. No entanto, quando Frankie descobre que seu irmão mais velho vai se casar ela é forçada a deixar sua imaturidade para trás e, com a ajuda de Berenice, começar a fazer os seus primeiros passos na vida adulta.

## Elenco
| Ator/Atriz       | Papel                |
| ---------------- | -------------------- |
| Anna Paquin      | Frankie Addams       |
| Alfre Woodard    | Berenice Sadie Brown |
| Corey Dunn       | John Henry           |
| Enrico Colantoni | Mr. Addams           |
| Anne Tremko      | Janice               |
| Matt McGrath     | Jarvis               |
| Pat Hingle       | Oficial Wylie        |